# Agadez
Agadez /ˈæɡədɛz/ là thành phố lớn nhất ở miền bắc Niger, với dân số 88.569 (điều tra dân số năm 2005). Nó nằm trong sa mạc Sahara và là thủ phủ của Aïr. Thành phố này cũng là thủ phủ của khu vực Agadez. Năm 2011, các xã xung quanh cùng với vùng đô thị có tổng dân số 124.324 người.

## Lịch sử
Thành phố được thành lập trước thế kỷ XIV và dần trở thành thành phố quan trọng nhất của người Tuareg, thay thế Assodé, bằng cách phát triển thương mại xuyên Sahara. Thành phố vẫn còn thấy sự xuất hiện của các đoàn lữ hành, mang muối từ Bilma tới đây.
Trong năm 1449, Agadez đã trở thành một vương quốc, và khoảng năm 1500 nó đã được chinh phục bởi đế quốc Songhai, là một trong những đế quốc Hồi giáo lớn nhất trong lịch sử. Tại thời điểm này, thành phố có dân số khoảng 30.000 người và là một con đường chính thời trung cổ cho các đoàn lữ hành thương mại giữa các thành phố Tây Phi Kano, Timbuktu, ốc đảo Ghat ở Bắc Phi, Ghadames và Tripoli trên bờ biển Địa Trung Hải. Khi Maroc xâm lược, dân số thành phố đã giảm xuống dưới 10.000 người. Agadez là điểm xa nhất của Đế chế Ottoman trong lục địa châu Phi đến thế kỷ 19 trước khi bị chiếm đóng bởi thực dân Pháp.
Thành phố được cai trị bởi người Pháp từ năm 1900. Một cuộc nổi loạn bởi Kaocen Ag Mohammed xảy ra trong năm 1916, nhưng đã bị đánh bại bởi lực lượng quân đội Pháp. Sau đó, Agadez đã trở thành một vị trí quan trọng trong các cuộc nổi dậy Tuareg của những năm 1990.

## Di tích lịch sử
Agadez ngày nay là một thị trấn lớn, một trung tâm vận chuyển uranium được khai thác ở gần đó. Công trình kiến trúc nổi tiếng của Agadez là Nhà thờ Hồi giáo Lớn Agadez được xây dựng ban đầu từ năm 1515 và xây dựng lại theo phong cách tương tự vào năm 1844. Tại đây có một ngọn tháp cao 27 mét được xây dựng hoàn toàn bằng gạch bùn khiến nó trở thành cấu trúc được xây dựng bằng gạch bùn cao nhất thế giới. Ngoài ra là cung điện Kaocen, cung điện Agadez Sultan cùng với rất nhiều các ngôi nhà bằng đất nung ở các khu phố cổ. Năm 2013, Trung tâm lịch sử của Agadez đã trở thành một di sản thế giới của UNESCO.

## Khí hậu
| Dữ liệu khí hậu của Agadez, Niger       | Dữ liệu khí hậu của Agadez, Niger | Dữ liệu khí hậu của Agadez, Niger | Dữ liệu khí hậu của Agadez, Niger | Dữ liệu khí hậu của Agadez, Niger | Dữ liệu khí hậu của Agadez, Niger | Dữ liệu khí hậu của Agadez, Niger | Dữ liệu khí hậu của Agadez, Niger | Dữ liệu khí hậu của Agadez, Niger | Dữ liệu khí hậu của Agadez, Niger | Dữ liệu khí hậu của Agadez, Niger | Dữ liệu khí hậu của Agadez, Niger | Dữ liệu khí hậu của Agadez, Niger | Dữ liệu khí hậu của Agadez, Niger |
| Tháng                                   | 1                                 | 2                                 | 3                                 | 4                                 | 5                                 | 6                                 | 7                                 | 8                                 | 9                                 | 10                                | 11                                | 12                                | Năm                               |
| --------------------------------------- | --------------------------------- | --------------------------------- | --------------------------------- | --------------------------------- | --------------------------------- | --------------------------------- | --------------------------------- | --------------------------------- | --------------------------------- | --------------------------------- | --------------------------------- | --------------------------------- | --------------------------------- |
| Trung bình ngày tối đa °C (°F)          | 27.9 (82.2)                       | 31.1 (88.0)                       | 35.0 (95.0)                       | 39.2 (102.6)                      | 41.3 (106.3)                      | 41.3 (106.3)                      | 39.1 (102.4)                      | 37.9 (100.2)                      | 38.9 (102.0)                      | 37.1 (98.8)                       | 32.4 (90.3)                       | 29.0 (84.2)                       | 35.8 (96.4)                       |
| Trung bình ngày °C (°F)                 | 19.8 (67.6)                       | 22.5 (72.5)                       | 26.7 (80.1)                       | 31.2 (88.2)                       | 33.7 (92.7)                       | 33.8 (92.8)                       | 32.1 (89.8)                       | 31.0 (87.8)                       | 31.7 (89.1)                       | 29.4 (84.9)                       | 24.3 (75.7)                       | 21.0 (69.8)                       | 28.1 (82.6)                       |
| Tối thiểu trung bình ngày °C (°F)       | 11.7 (53.1)                       | 13.9 (57.0)                       | 18.3 (64.9)                       | 23.1 (73.6)                       | 26.0 (78.8)                       | 26.4 (79.5)                       | 25.1 (77.2)                       | 24.2 (75.6)                       | 24.5 (76.1)                       | 21.7 (71.1)                       | 16.2 (61.2)                       | 12.8 (55.0)                       | 20.3 (68.5)                       |
| Lượng Giáng thủy trung bình mm (inches) | 0.0 (0.0)                         | 0.0 (0.0)                         | 0.1 (0.00)                        | 2.0 (0.08)                        | 5.5 (0.22)                        | 10.4 (0.41)                       | 35.2 (1.39)                       | 49.7 (1.96)                       | 8.2 (0.32)                        | 0.3 (0.01)                        | 0.0 (0.0)                         | 0.0 (0.0)                         | 111.4 (4.39)                      |
| Số giờ nắng trung bình tháng            | 297.6                             | 280.0                             | 294.5                             | 288.0                             | 297.6                             | 270.0                             | 288.3                             | 285.2                             | 285.0                             | 306.9                             | 303.0                             | 294.5                             | 3.490,6                           |
| Nguồn: NOAA                             |                                   |                                   |                                   |                                   |                                   |                                   |                                   |                                   |                                   |                                   |                                   |                                   |                                   |